# 시조카와라마치

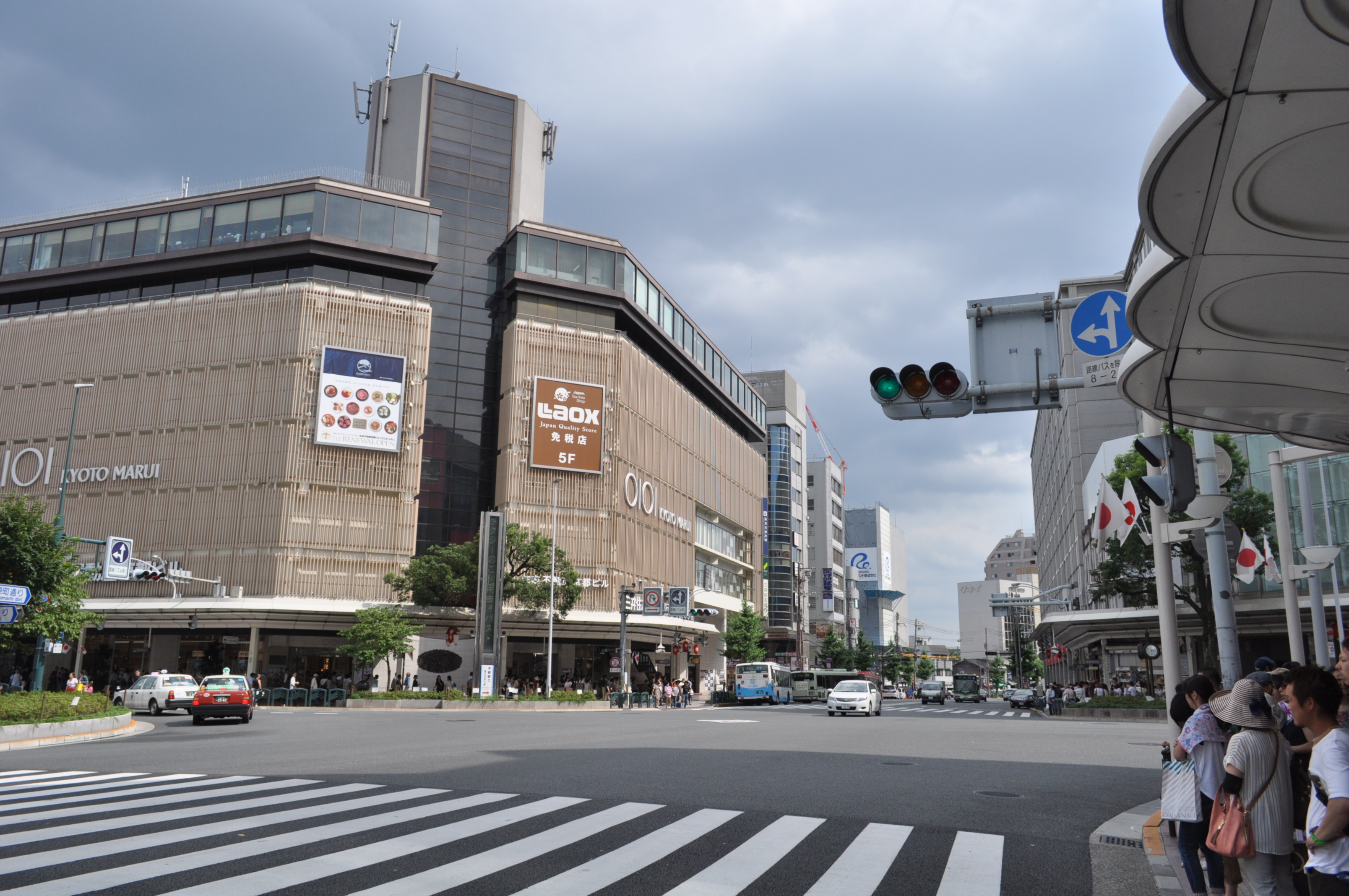
시조카와라마치

시조카와라마치(일본어: 四条河原町)는 일본 교토부 교토시 시모교구와 나카교구에 걸쳐 있는 교차로 이름이다. 또한 주변 번화가를 가리키는 호칭 (통칭)으로도 사용된다.
시조카와라마치는 시조도오리와 가와라마치도리의 교차점에 있는 교차로 이름이다. 이 교차로 주변은 교토를 대표하는 번화가가 있다.
이 교차로 바로 아래에는 지하역인 한큐 전철 교토 선 가와라마치 역과 다카시마야가 직결되어 있다. 가와라마치 역 및 가모가와강을 사이에 두고 인접한 기온시조 역을 중심으로 한 지역은 게이 빌리지로도 알려져 있다.